# Conseil des troubles

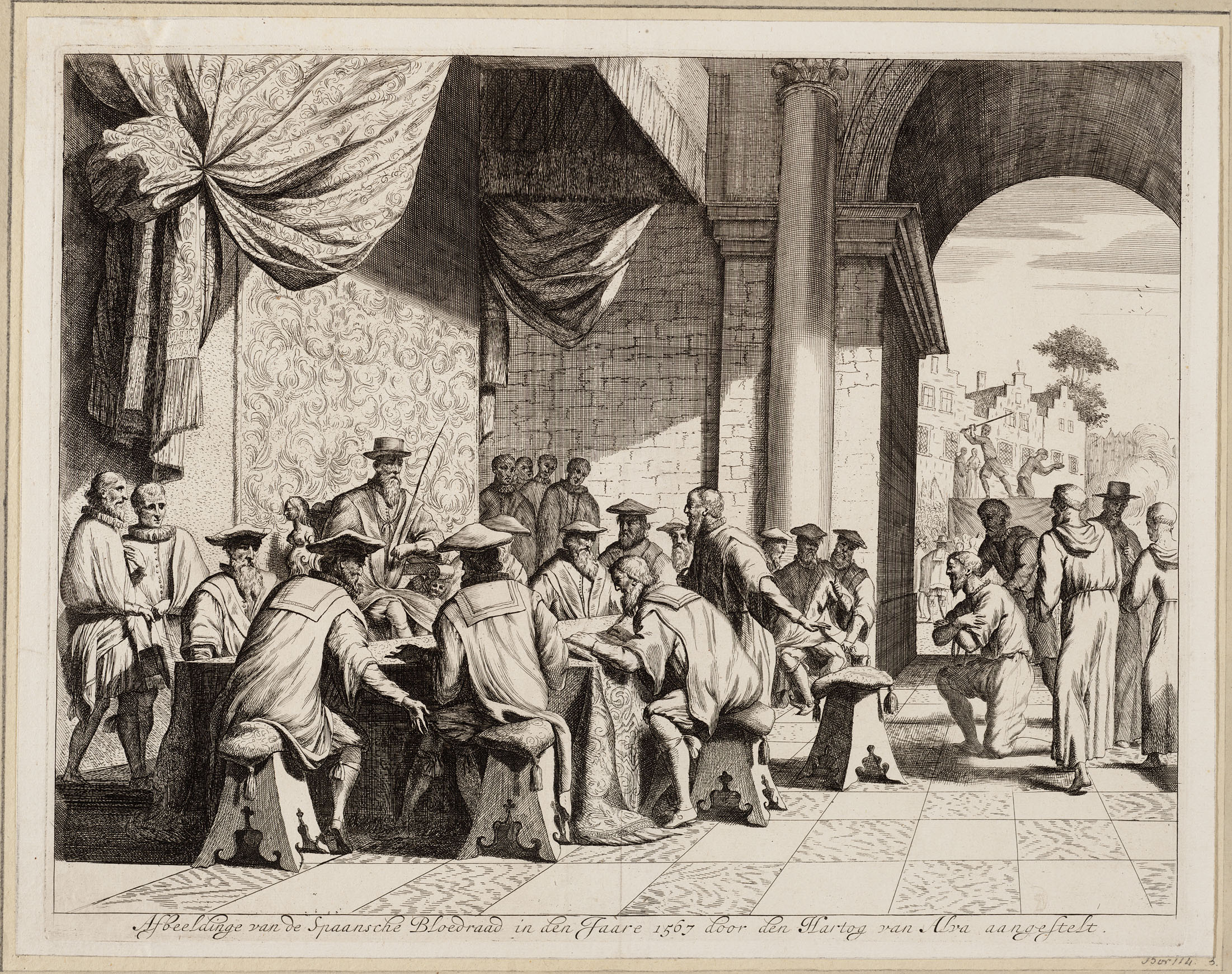
Gravure de 1679

Le Conseil des troubles (en néerlandais : Raad van Beroerten ; en espagnol : Tribunal de los Tumultos) est un tribunal d'exception mis en place par le duc d'Albe, nommé gouverneur général des Pays-Bas par Philippe II en 1567, afin de réprimer les troubles survenus depuis 1566 à la suite de la révolte des Gueux et de la crise iconoclaste, événements qui sont à l'origine du soulèvement des Pays-Bas contre Philippe II, qui allait aboutir à l'indépendance des Provinces-Unies. 
En raison des nombreuses condamnations à mort prononcées dès les premiers mois, celles notamment les comtes d'Egmont et de Hornes, ce tribunal a été surnommé le Conseil du sang (Bloedraad). 
Le Conseil des troubles a fonctionné sous les gouvernements du duc d'Albe et de son successeur, Luis de Requesens, et a été aboli le 14 mai 1576 par le Conseil d'État des Pays-Bas, dépositaire du pouvoir de gouvernement après la mort de Requesens (5 mars), non remplacé.

## Contexte

### Le statut des Pays-Bas sous Philippe II
Les Pays-Bas (ou dans le langage de l'époque : « les Pays d'Embas » ou « les Pays de par deça ») sont un ensemble d'entités féodales, allant de l'Artois au Sud à la Frise au Nord, rassemblées aux XIVe et XVe siècles entre les mains des ducs de Bourgogne. 
Après la mort de Charles le Téméraire (1477), les provinces des Pays-Bas bourguignons ont été transmises à la maison de Habsbourg, notamment à Charles, son arrière-petit-fils, qui est aussi devenu roi d'Aragon et roi de Castille en 1516, en tant que petit-fils des Rois Catholiques, et a été élu empereur en 1519 sous le nom de Charles Quint (Charles V), en tant que chef de la maison de Habsbourg, petit-fils de Maximilien d'Autriche. 
En 1555, Charles Quint abdique la souveraineté sur les Pays-Bas au profit de son fils aîné Philippe, avant de lui céder les couronnes espagnoles en 1556. Statutairement, Philippe II règne sur les Pays-Bas non pas en tant que roi de Castille ou d'Aragon (les Néerlandais ne sont pas des sujets espagnols), mais en tant que descendant de Charles le Téméraire, et à ce titre duc de Brabant, comte de Flandre, comte de Hollande, comte de Zélande, etc. (on compte en général dix-sept provinces néerlandaises), territoires qui sont en partie dans le Saint-Empire, et plus particulièrement du cercle de Bourgogne.

### Les problèmes du début du règne (1555-1566)
Philippe II est présent aux Pays-Bas de 1557 à 1559, en raison de la guerre contre la France, la onzième et dernière guerre d'Italie, qui se termine par la victoire de Philippe II (traité du Cateau-Cambrésis). 
Il repart en Espagne en confiant la régence à sa demi-sœur Marguerite de Parme, gouvernante des Pays-Bas, assistée de trois conseillers : Antoine Perrenot de Granvelle, Viglius van Aytta et Charles de Berlaymont. Ceux-ci sont chargés d'appliquer la politique de Philippe II : limiter les privilèges des provinces et des villes, limiter le rôle de la noblesse dans le gouvernement ; lutter sans pitié contre le protestantisme.
Ils se heurtent au sein du Conseil d'État à trois nobles de haut rang : Guillaume d'Orange-Nassau, Lamoral d'Egmont et Philippe de Montmorency, comte de Hornes, soutenus par un grand nombre de nobles et par les membres des conseils urbains.
En 1565, se forme une ligue des Nobles qui met au point la pétition dite Compromis des Nobles, demandant notamment des mesures de tolérance envers les protestants. La présentation de la pétition à la gouvernante en avril 1566 aboutit aux débuts de la révolte des Gueux. La situation s'aggrave au mois d'août 1566 lorsque des calvinistes radicaux se lancent dans la Furie iconoclaste, marqué par la destructions d'un grand nombre d'églises catholiques. C'est le début d'un affrontement entre l'armée de la gouvernante et les réformés, dont l'événement le plus important est le siège de Valenciennes. 
Malgré les succès militaires, l'armée de la gouvernante ne réussit pas à mettre fin aux troubles. Aussi, au printemps de 1567, Philippe II décide d'envoyer aux Pays-Bas une armée commandée par Ferdinand Alvare de Tolède, duc d'Albe, avec des consignes excluant tout compromis. Nombre de Néerlandais quittent le pays sans l'attendre, notamment Guillaume d'Orange, qui se réfugie en Allemagne. Mais aussi beaucoup de marins, qui formeront ensuite la flotte des gueux de mer.
Le duc d'Albe et son armée arrivent à Bruxelles, lieu de résidence de la gouvernante, le 20 août 1567.

## La politique du duc d'Albe

### Les premières arrestations et le départ de la gouvernante
Le duc d'Albe adopte d'abord une attitude conciliante, arrivant à susciter la confiance des deux opposants du Conseil d'État encore présents à Bruxelles : les comtes d'Egmont et de Hornes. Les ayant invités à venir discuter avec lui de la situation, il les fait arrêter à l'issue de leur entretien (9 septembre 1567), ainsi que le secrétaire d'Egmont, Jean de Casembroot, à son domicile. Il semble que le comte de Hornes ait été réticent pour venir à cette conférence, et qu'Egmont l'ait convaincu qu'il n'y avait pas de danger (cela est évoqué par Montaigne, Essais, livre I, chapitre VII). Ils sont emprisonnés au château des Espagnols à Gand.
Cette attitude déloyale suscite la réprobation de Marguerite de Parme, qui comprend qu'elle a été mise de côté par Philippe II : elle préfère demander son congé et, après avoir reçu l'accord de Philippe II, quitte Bruxelles pour l'Italie (30 décembre 1567). Le duc d'Albe devient officiellement gouverneur général des Pays-Bas, ce qu'il était de fait dès son arrivée.
Il est chargé d'une double mission : répression et suppression des privilèges politiques existants encore aux Pays-Bas. L'aspect « répression » est dévolu à un conseil créé pour la circonstance.

### Les débuts du Conseil des troubles
Il décide en effet d’établir un tribunal destiné à sévir contre ce qu’il appelle les « désordres passés », le Conseil des troubles.
Celui-ci tient sa première séance le 20 septembre 1567. En font partie, entre autres, les Espagnols Louis del Rio, Juan de Vargas et les Néerlandais Charles de Berlaymont, Philippe de Noircarmes, Martens et Hessels, ainsi que le procureur-général Jean du Bois . Jacques della Toore en est le secrétaire.
Il s'agit au départ d'un conseil de gouvernement chargé de superviser la répression, qui devrait être menée,  selon les lois et coutumes, par les tribunaux ordinaires et par les tribunaux urbains ou ecclésiastiques. Mais, pour des raisons d'efficacité, il va devenir lui-même un organisme judiciaire de premier plan, un tribunal d'exception dans lequel le gouverneur général a un rôle prédominant.

## Le Conseil des troubles

### Organisation
Il est présidé par le gouverneur général, aidé par deux vice-présidents et des juristes.  
Au départ, seuls Juan de Vargas et Louis del Rio avaient le droit de vote. Jerónimo de Roda (nl), un autre Espagnol avec droit de vote, les rejoindra en 1571. 
Les décisions du conseil devaient être homologuées par le gouverneur général pour être rendues exécutoires.

### Liste des membres

#### D'origine
- Président : le duc d'Albe (1567-1573)
- Vice-président : Louis del Rio (1567-1576)
- Vice-président : Juan de Vargas (1567-1573)
- Jean du Bois, procureur général au Conseil de Malines (cour supérieure de justice des Pays-Bas)
- Adrien Nicolas, chancelier de Gueldre
- Jacques Hessels, membre du Conseil de Flandre
- Jean de la Porte, conseiller de Gand
- Charles de Berlaymont
- Philippe de Noircarmes
- Jean de Ligne, comte d'Aremberg
- Jacques della Torre, secrétaire
- Antoine del Rio, trésorier général

#### Ultérieurs
- Président : Luis de Requesens (1573-1576)
- Jeronimo de Roda (1570-1576)

### Prérogatives
Présenté à l'origine comme un simple organe consultatif devant rendre des avis pour guider les trois conseils de gouvernement (conseils d'État, privé et des finances) et le Grand conseil de Malines, le conseil des troubles cumulait en fait les compétences de ces institutions en prononçant condamnations et saisies financières. Il pouvait passer outre toutes les juridictions inférieures et ignorait les privilèges provinciaux et particuliers. Cette dernière disposition posa de graves problèmes lors du jugement des comtes de Hornes et d'Egmont, qui en leur qualité de chevaliers de la Toison d'or ne pouvaient être jugés que par leurs pairs ou le souverain lui-même, sans délégation. 
Le conseil avait compétence sur tous les faits de dissidence religieuse, alors assimilée à un crime de lèse-majesté. Après le placard sur la sédition, l'opposition politique fut également réprimée à ce titre et sous le vocable de haute-trahison. Face à ces nouvelles compétences et à la multiplication des cas, le conseil s'agrandit: on le divisa en deux chambres civiles et deux chambres criminelles à compétences régionales. Les premières avaient la charge des appels à la suite des confiscations, les deux autres jugeaient effectivement les cas. Toutes les affaires devaient passer par le conseil qui pouvait éventuellement s'en dessaisir sur les organes ordinaires du gouvernement, ce qu'il fit rarement. 
Il avait la rare particularité de procéder entièrement par écrit : tout se passait par le biais de rapports et de lettres sans que l'on ne s'exprime jamais à l'oral. Du fait même de ses compétences et de son fonctionnement, il gagna une solide réputation d'arbitraire.

## La répression

### Le procès et l'exécution d'Egmont et de Hornes
Après l'arrestation d'Egmont, son épouse sollicite de nombreuses personnalités (le roi et la reine d'Espagne, la reine d'Angleterre, l'empereur Maximilien II), mais en vain. De son côté, il essaie de se prévaloir de son appartenance à l'ordre de la Toison d'Or, selon les statuts duquel il ne peut être jugé que par les membres de l'ordre, aussi en vain.
Il est interrogé à Gand par Juan de Vargas et Louis del Rio les 12 et 13 novembre. Le procès pour haute trahison débute en décembre. Egmont et de Hornes sont tous deux condamnés à mort la veille de leur exécution. 
Les deux hommes sont décapités le 5 juin 1568 à Bruxelles. Cette double exécution intervient peu de temps après l'offensive lancée par Guillaume d'Orange, notamment sa victoire (sans lendemain) remportée à Heiligerlee, le 23 mai 1568.
Jean de Casembroot, à son tour condamné par le Conseil le 9 août 1568, est décapité le 14 septembre au château de Vilvorde, en même temps que le maire d'Anvers, Antoon van Stralen.
.

### Bilan de la répression sous le duc d'Albe
Une étude publiée en 1961 liste un total de 12.302 noms de victimes bannies ou exécutées par le Conseil des Troubles entre 1567 à 1573.

### Le gouvernorat de Luis de Requesens
Fin 1573, le duc d'Albe est rappelé alors que l'insurrection dirigée par Guillaume d'Orange s'est solidement implantée depuis l'année précédente dans les provinces de Hollande et de Zélande. Il est remplacé par Don Luis De Requesens, moins intransigeant. Encore en 1573, Requesens envoie à Philippe II un courrier dévoilant les déviances du Conseil des troubles et recommandant de restituer ses fonctions judiciaires aux tribunaux ordinaires. 
Philippe II maintiendra le Conseil des troubles en place. Celui-ci continue d’exister jusqu’après la mort de Requesens, mais ne prononce plus de condamnations à mort. En revanche, les tribunaux ecclésiastiques (« Inquisition ») continuent d'en prononcer lorsque les insurgés ne sont pas au pouvoir (dans le Nord des Pays-Bas, la dernière condamnation a lieu en 1574 à Leeuwarden).

## La fin du Conseil des troubles
Après la mort du gouverneur général en mars 1576, Philippe II ne nomme pas immédiatement de remplaçant, le Conseil d'État assume ses fonctions. Sous la pression de la population et des États provinciaux, notamment ceux du duché de Brabant, il dissout le Conseil des troubles le 14 mai 1576. 
Par la suite, la situation devenant difficile alors que les soldats de l'armée espagnole ne sont plus payés, les États de Brabant et le Magistrat de Bruxelles procèdent à un coup d'État en emprisonnant les membres du Conseil d'État (4 septembre 1576).
Ils arrêtent aussi Louis del Rio, qui n'est pas conseiller d'État, mais a été un membre important du Conseil des troubles. Emprisonné, il est déféré pour interrogatoire auprès de Guillaume d'Orange (30 janvier 1577), et finalement relâché, mais ses biens sont confisqués. Au service du nouveau gouverneur général, don Juan d'Autriche, il meurt comme lui d'une fièvre au camp de Bouge, près de Namur (31 juillet 1578).